# Pukkio-klass
Pukkio-klassen var en klass om tre minfartyg som byggdes mellan åren 1939 och 1947 och användes i Finlands marin. Fartygen var av bogserbåts-typ och användes som supportskepp för minsvepare, minläggare och patrullbåtar. Fartygen kunde bära 20 minor.

## Fartyg av klassen
- Pukkio
- Porkkala
- Pansio